# Erfurter Tor (Weimar)

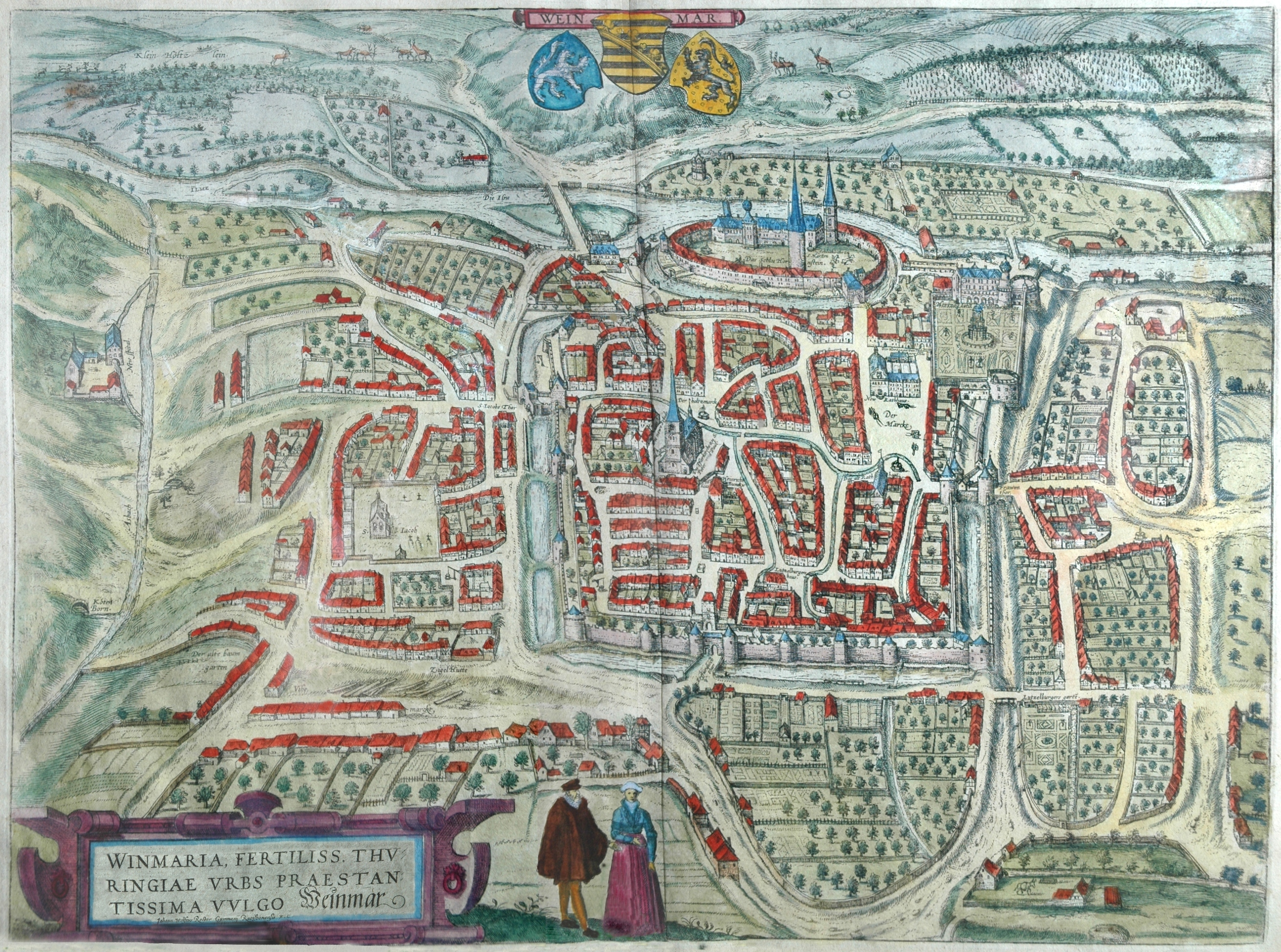
Stadtplan von Johannes Wolf 1569

Das Erfurter Tor oder das Neue Tor war ein Teil der Weimarer Stadtbefestigung und diente  der Einnahme des Wegezolls. Es lag da, wo die Geleitstraße in den Goetheplatz einmündet. Die Lage des klassizistischen Torhauses an der Erfurter Straße von Clemens Wenzeslaus Coudray ist nicht mit der des Erfurter Tores identisch. Es hatte aber auch die Aufgabe Geleitgelder einzunehmen. Es wurde einst zwischen dem Äußeren Erfurter Tor, was der Lage des Torhauses an der Erfurter Straße entspricht, und dem inneren Erfurter Tor, welches hier beschrieben wird, unterschieden.

## Geschichte
Ursprünglich besaß Weimar drei Stadttore, das Jakobstor, das Kegeltor und das Frauentor. Das Neue Tor oder Erfurter Tor kam erst mit der Erweiterung des Stadtmauerrings hinzu. Das Neue Tor wurde bereits seit dem 16. Jahrhundert „Erfurter Tor“ genannt. Dieses war wie das Frauentor nur über eine Brücke über den Lottenbach bzw. Schützengraben zu passieren. Es war ein von zwei Rundtürmen umgebenes Tor, wo sich ein wuchtiger viereckiger mehrgeschossiger Turm befand. Dieses war das Gefängnis und somit Institut sachsen-weimarischer Rechtspflege. Ein weiteres Gefängnis war das Stockhaus am Frauentor. Anzunehmen ist, dass der Gefängniswärter dort auch seine Wohnung hatte. Nach dem Abriss des Erfurter Tores nach 1758 übernahm der Turm am Weimarer Stadtschloss die Aufgabe des Gefängnisses, dessen berühmtester Insasse vermutlich, wenn auch nicht für lange, Johann Sebastian Bach war. Die Steine des abgebrochenen Turmes wurden laut dem Weimarer Chronisten Carl Gräbner als Straßenpflaster genutzt.
Vor dem Inneren Erfurter Tor am Schweinsmarkt, dem heutigen Goetheplatz, fanden auch Hinrichtungen statt. Johanna Catharina Höhn wurde am 28. November 1783 allerdings vor dem Äußeren Erfurter Tor, durch das 1775 einst Goethe nach Weimar kam, auf dem Galgenberg mit dem Schwert enthauptet. Das Richtschwert ist erhalten geblieben unter Inv.-Nr. 3n L FB 1203 und befindet sich im Stadtmuseum Weimar.
Der Stadtplan, wo auch das Neue Tor mit dem Gefängnisturm deutlich zu sehen ist, von Johannes Wolf von 1569, auf dem das Neue Tor oder Erfurter Tor eingezeichnet ist, ist die älteste Darstellung dieser Art von Weimar. Dieser colorierte Stich wurde in das Städtebuch von Georg Braun und Frans Hogenberg: Beschreibung und Contrafactur der vornembsten Staet, Band 3, Köln 1581 aufgenommen.